# Taihō Kōki
Taihō Kōki (大鵬 幸喜, né le 29 mai 1940, mort le 19 janvier 2013), de son vrai nom Kōki Naya (納谷 幸喜, Naya Kōki) en japonais, et Ivan Boryshko (Іва́н Бори́шко) en ukrainien, est un lutteur japonais de sumo. Il est considéré comme l'un des plus grands champions de l'après guerre, parfois comme le plus grand, détenteur jusqu'en janvier 2015 du record historique du nombre de tournois gagnés (32). Il est le 48e yokozuna (champion) de l'histoire de ce sport.

## Biographie
Bien que né sur l'île de Sakhaline, de mère japonaise et de père ukrainien, il est considéré comme originaire de Hokkaidō où sa mère émigre pendant la Seconde Guerre mondiale,. Il est le premier des trois champions de Sumo issus de Hokkaidō qui dominent le sport des années 1960 aux années 1980, les suivants étant Kitanoumi et Chiyonofuji.
Il commence sa carrière en 1956 et suit une ascension fulgurante : il entre dans la première division du Sumo (Makuuchi) en novembre 1959 et est nommé Ōzeki en novembre 1960. Il atteint le rang de Yokozuna en septembre 1961, après avoir remporté consécutivement le tournoi de Nagoya (Nagoya basho) et le tournoi d'automne (Aki basho), à l'âge de 21 ans. Il est alors le plus jeune Yokozuna de l'histoire du sport, record surpassé ensuite par Kitanoumi.
En 1962 et 1963, il reste invaincu pendant les six grands tournois officiels de l'année, allant du tournoi de Nagoya (Nagoya basho) 1962 au tournoi d'été (Natsu basho) 1963. Il renouvelle ce grand chelem du Sumo en 1966-1967, gagnant le tournoi de printemps (Haru basho) et restant invaincu jusqu'à l'édition suivante du tournoi,. Les seuls autres lutteurs à avoir accompli cette performance sont Asashōryū, en 2005, et Hakuhō, entre 2010 et 2011 puis à nouveau entre 2014 et 2015. Taihō abandonne le titre de yokozuna en 1971.
Après sa retraite sportive il se voit offrir un poste de membre de l'association japonaise de sumo sans avoir à payer de droits d'entrée, une première pour un ancien lutteur, et fonde l'écurie Taiho-beya. Le reste de sa carrière est toutefois en demi-teinte : souffrant de problèmes de santé liés au diabète, il connait peu de succès en tant qu'entraîneur jusqu'à sa retraite définitive en 2004.
Ses 32 victoires en tournoi constituaient un record inégalé jusqu'en 2014,, comme sa proportion de combats gagnés (82,8 %). Le 23 novembre 2014, Hakuhō égalise son nombre de victoires en tournoi avant de le dépasser avec une 33e victoire, en janvier 2015. 

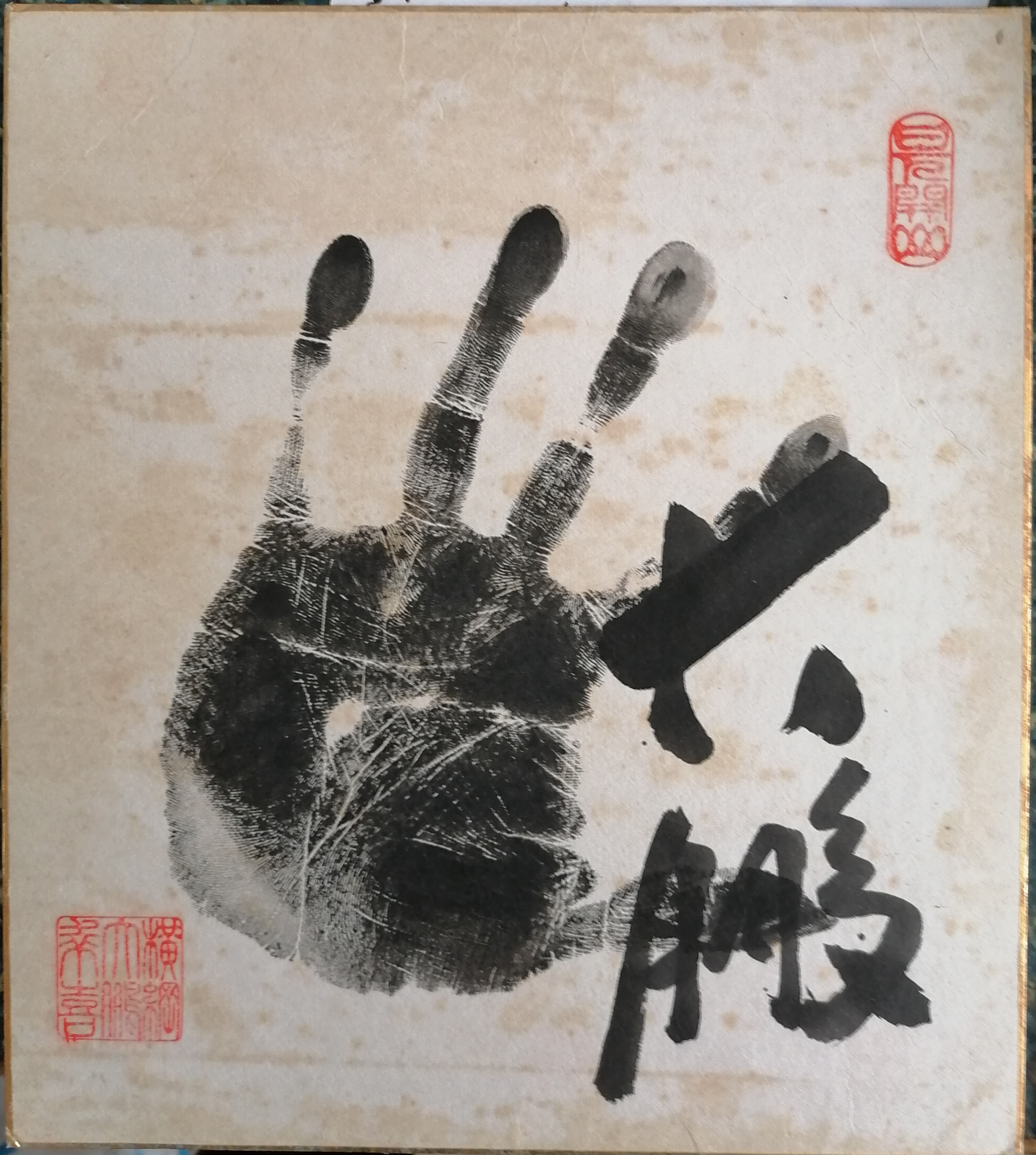
Tegata originale (empreinte de la main et signature) du Yokozuna Taiho

## Statistiques
- Tournois gagnés : 32
- Zensho Yusho (tournois gagnés sans perdre un combat) : 8
- Victoires, défaites et nuls : 872-181-136 (.828), dont :
  - Yokozuna	622-103-136 (.858)
  - Ozeki 58-17 (.773)
  - Makuuchi 746-143-136 (.839)

- Nombres de tournois en makuuchi : 	69
- Plus grand nombre de victoires consécutives : 	45
- Kinboshi (Étoiles d'or) : 	1
- Shukun-sho (Prix de performance exceptionnelle) : 	0
- Kanto-sho (Prix de la combativité) : 	2
- Gino-sho (Prix de la technique) :	1
- Dohyo Iri : 	Unryu

## Résultats par basho
| Année | Janvier Hatsu basho, Tokyo       | Mars Haru basho, Osaka             | Mai Natsu basho, Tokyo              | Juillet Nagoya basho, Nagoya  | Septembre Aki basho, Tokyo    | Novembre Kyūshū basho, Fukuoka   |
| --- | -------------------------------- | ---------------------------------- | ----------------------------------- | ----------------------------- | ----------------------------- | -------------------------------- |
| 1956 | x                                | x                                  | x                                   | x                             | (Maezumo)                     | x                                |
| 1957 | Jonokuchi de l’Ouest #23 7–1     | Jonidan de l’Est #83 6–2           | Jonidan de l’Ouest #29 7–1          | x                             | Sandanme de l’Ouest #71 7–1   | Sandanme de l’Est #37 6–2        |
| 1958 | Sandanme de l’Ouest #20 6–2      | Sandanme de l’Est #1 8–0– CHAMPION | Makushita de l’Ouest #31 7–1        | Makushita de l’Est #9 7–1     | Makushita de l’Ouest #2 3–5   | Makushita de l’Est #7 6–2        |
| 1959 | Makushita de l’Est #4 6–2        | Makushita de l’Est #1 6–2          | Jūryō de l’Ouest #20 9–6            | Jūryō de l’Est #16 9–6        | Jūryō de l’Est #10 13–2       | Jūryō de l’Est #3 13–2– CHAMPION |
| 1960 | Maegashira de l’Ouest #13 12–3 C | Maegashira de l’Est #4 7–8         | Maegashira de l’Est #6 11–4 C★      | Komusubi de l’Ouest #1 11–4   | Sekiwake de l’Ouest #1 12–3 T | Sekiwake de l’Est #1 13–2        |
| 1961 | Ōzeki de l’Est #2 10–5           | Ōzeki de l’Ouest #2 12–3           | Ōzeki de l’Ouest #1 11–4            | Ōzeki de l’Est #1 13–2        | Ōzeki de l’Est #1 13–2        | Yokozuna de l’Ouest #1 13–2      |
| 1962 | Yokozuna de l’Est #1 13–2        | Yokozuna de l’Est #1 13–2          | Yokozuna de l’Est #1 11–4           | Yokozuna de l’Est #1 14–1     | Yokozuna de l’Est #1 13–2     | Yokozuna de l’Est #1 13–2        |
| 1963 | Yokozuna de l’Est #1 14–1        | Yokozuna de l’Est #1 14–1          | Yokozuna de l’Est #1 15–0           | Yokozuna de l’Est #1 12–3     | Yokozuna de l’Est #1 14–1     | Yokozuna de l’Ouest #1 12–3      |
| 1964 | Yokozuna de l’Est #1 15–0        | Yokozuna de l’Est #1 15–0          | Yokozuna de l’Est #1 10–5           | Yokozuna de l’Est #2 1–4–10   | Yokozuna de l’Ouest #1 14–1   | Yokozuna de l’Est #1 14–1        |
| 1965 | Yokozuna de l’Est #1 11–4        | Yokozuna de l’Est #1 14–1          | Yokozuna de l’Est #1 9–6            | Yokozuna de l’Ouest #1 13–2   | Yokozuna de l’Est #1 11–4     | Yokozuna de l’Est #2 13–2        |
| 1966 | Yokozuna de l’Est #1 0–0–15      | Yokozuna de l’Est #2 13–2          | Yokozuna de l’Est #1 14–1           | Yokozuna de l’Est #1 14–1     | Yokozuna de l’Est #1 13–2     | Yokozuna de l’Est #1 15–0        |
| 1967 | Yokozuna de l’Est #1 15–0        | Yokozuna de l’Est #1 13–2          | Yokozuna de l’Est #1 14–1           | Yokozuna de l’Est #1 2–1–12   | Yokozuna de l’Est #2 15–0     | Yokozuna de l’Est #1 11–2–2      |
| 1968 | Yokozuna de l’Ouest #1 1–3–11    | Yokozuna de l’Est #2 0–0–15        | Yokozuna de l’Ouest #1 0–0–15       | Yokozuna de l’Ouest #1 0–0–15 | Yokozuna de l’Ouest #1 14–1   | Yokozuna de l’Est #1 15–0        |
| 1969 | Yokozuna de l’Est #1 15–0        | Yokozuna de l’Est #1 3–2–10        | Yokozuna de l’Ouest #1 13–2         | Yokozuna de l’Est #1 11–4     | Yokozuna de l’Est #1 11–4     | Yokozuna de l’Est #1 6–4–5       |
| 1970 | Yokozuna de l’Est #1 0–0–15      | Yokozuna de l’Est #2 14–1          | Yokozuna de l’Est #1 12–3           | Yokozuna de l’Ouest #1 2–2–11 | Yokozuna de l’Est #2 12–3     | Yokozuna de l’Ouest #1 14–1–P    |
| 1971 | Yokozuna de l’Ouest #1 14–1      | Yokozuna de l’Ouest #1 12–3        | Yokozuna de l’Ouest #1 Retraite 3–3 |                               |                               |                                  |
| Résultats sous la forme victoires – défaites – absences Champion du tournoi Vice-champion du tournoi Retraite Divisions inférieures Non-participation Sanshō : C = Combativité ; P = Performance exceptionnelle ; T = Technique Aussi représentés : ★ = Kinboshi ; P = Playoff(s) Divisions : Makuuchi — Jūryō — Makushita — Sandanme — Jonidan — Jonokuchi Rangs Makuuchi : Yokozuna — Ōzeki — Sekiwake — Komusubi — Maegashira |                                  |                                    |                                     |                               |                               |                                  |